# Кляйн-Меккельзен
Кляйн-Меккельзен (нім. Klein Meckelsen) — громада в Німеччині, розташована в землі Нижня Саксонія. Входить до складу району Ротенбург-на-Вюмме. Складова частина об'єднання громад Зіттензен.
Площа — 14,58 км2. Населення становить 895 ос. (станом на 31 грудня 2021).